# Erodium latifolium
Erodium latifolium är en näveväxtart som först beskrevs av Peter Hadland Davis, och fick sitt nu gällande namn av R.T.F.Clifton. Erodium latifolium ingår i släktet skatnävor, och familjen näveväxter. Inga underarter finns listade i Catalogue of Life.